# 岡本亮彦
岡本 亮彦（おかもと すけひこ、文政6年7月21日（1823年8月26日） - 1883年（明治16年）11月18日）は、江戸時代末期から明治初期の日本画家。名は亮彦、字は子朗、号は暁翠園、莎邨。幼名は保吉、通称は司馬。

## 略歴
文政6年7月21日（1823年8月26日）に、尾張国知多郡半田村で、小栗半七の四男として生まれる。父・半七は伯圭と号した呉春門下十哲の一人で、寛政4年（1792年）に生まれ、天保8年5月17日（1837年6月19日）に46歳で世を去った。
亮彦は幼少の頃より絵が好きで、四条派絵師であった岡本豊彦の門人となる。特にすぐれた画才があったので、豊彦が望んで自分の養子とし、自分の家を継がせた。中国地方、北越を遊歴し、晩年には師であり養父である豊彦の故郷である備中国窪屋郡水江村（現倉敷市）に住んだこともある。明治16年11月18日（1883年11月18日）に、加賀国金沢に於いて客死した。享年61。金沢の卯辰山に埋葬される。戒名は「澄神院畔生亮彦居士」。
写生的な中に叙情味を持たせた軽やかな筆致を見せる作風を得意とした。

## 代表作
| 作品名                 | 技法     | 形状・員数 | 寸法（縦x横cm） | 所有者                               | 年代               | 落款・印章                                                                                        | 備考                 |
| ---------------------- | -------- | ---------- | --------------- | ------------------------------------ | ------------------ | ------------------------------------------------------------------------------------------------- | -------------------- |
| 菊図                   | 紙本著色 | 襖12面     |                 | 京都御所                             |                    |                                                                                                   | 御学問所菊の間障壁画 |
| 井出玉川・手作り図屏風 | 紙本著色 | 六曲一双   | 150x330（各）   | ニュー・サウス・ウェールズ州立美術館 |                    |                                                                                                   |                      |
| 北勢霞ヶ浦之図         | 絹本著色 | 1幅        | 35.9x100.0      | 春星館コレクション                   | 1868年（明治元年） | 款記「北勢霞ヶ浦一望余客中一所真写也 戊辰暁夏 岡亮彦」/「亮彦」白文長方印・「伝古好今」白文長方印 |                      |